# Municipio de Hoosier (Kansas)
El municipio de Hoosier (en inglés: Hoosier Township) es un municipio ubicado en el condado de Kingman en el estado estadounidense de Kansas. En el año 2010 tenía una población de 149 habitantes y una densidad poblacional de 1,59 personas por km².

## Geografía
El municipio de Hoosier se encuentra ubicado en las coordenadas 37°42′14″N 98°12′00″O / 37.70389, -98.20000. Según la Oficina del Censo de los Estados Unidos, el municipio tiene una superficie total de 93.44 km², de la cual 93,42 km² corresponden a tierra firme y (0,02 %) 0,02 km² es agua.

## Demografía
Según el censo de 2010, había 149 personas residiendo en el municipio de Hoosier. La densidad de población era de 1,59 hab./km². De los 149 habitantes, el municipio de Hoosier estaba compuesto por el 96,64 % blancos, el 0,67 % eran afroamericanos, el 0,67 % eran de otras razas y el 2,01 % eran de una mezcla de razas. Del total de la población el 2,68 % eran hispanos o latinos de cualquier raza.